# Vice Verses
Vice Verses è l'ottavo album discografico in studio del gruppo musicale alternative rock statunitense Switchfoot, pubblicato nel 2011.

## Tracce
1. Afterlife – 3:37
2. The Original – 3:15
3. The War Inside – 3:38
4. Restless – 5:17
5. Blinding Light – 4:16
6. Selling the News – 3:34
7. Thrive – 5:12
8. Dark Horses – 3:59
9. Souvenirs – 4:31
10. Rise Above It – 3:33
11. Vice Verses – 5:07
12. Where I Belong – 6:52

## Gruppo
- Jon Foreman - voce, chitarra
- Tim Foreman - basso, cori
- Chad Butler - batteria, percussioni
- Jerome Fontamillas - tastiere, chitarra, cori
- Andrew Shirley - chitarra, cori

## Classifiche
- Billboard 200 - #8[1]